# Lambert II. Spoletski
Lambert je bil od leta 891 kralj Italije, od leta 892 skupaj z očetom sveti rimski cesar in po očetovi smrti leta 894  kot Lambert II. vojvoda Spoleta in Camerina, * ok. 880, San Rufino, Kraljevina Italija, † 15. oktober 898, Spinetta Marengo, Kraljevina Italija. 
Bil je sin Gvida III. Spoletskega in Ageltrude in zadnji vladar, ki je objavljal kapitularje po karolinški tradiciji. 

## Vojna z Arnulfom Koroškim
Lambert je bil maja 891 v Paviji okronan za kralja Italije in  30. aprila 892 v Raveni za socesarja Svetega rimskega cesarstva. Obred je opravil nejevoljni papež Formoz, ki je z njim in z očetom dosegel potrditev darov Pipina Malega  in kasnejših karolinških vladarjev papeštvu.
Leta 893  je Formoz poslal v Regensburg delegacijo, ki je  od Arnulfa Koroškega zahtevala, naj osvobodi Italijo in pride v Rim na kronanje.  Arnulf je v Italijo poslal svojega sina Cventibolda z vojsko Bavarcev, ki se je združila z vojsko  Berengarja I. Furlanskega. Združena vojska je premagala Gvida III., potem pa so pokupnine in izbruh vročine poskrbele, da je Cventibold jeseni odšel. Arnulf je nato v začetku leta 894 osebno povedel vojsko čez Alpe. Osvojil je vse ozemlje severno od reke Pad, dlje pa ni šel. Gvido III. je pozno jeseni nenadoma umrl in Lambert je postal samostojen kralj in cesar in poleg tega  nasledil tudi vojvodino Spoleto. Ker še ni bil polnoleten,  je ostal pod regentstvom svoje matere, prepričane nasprotnice Frankov. Medtem ko je Berengar zasedel Pavijo, sta Lambert in Ageltruda odpotovala v Rim, da bi od papeža prejela potrditev svojega cesarskega naslova. Ker je papež Formoz kljub temu nameraval za cesarja okronati Arnulfa, ga je Lambert zaprl v Angelski grad v Rimu.
Lambert se je med svojo vladavino stalno soočal s poskusi Arnulfa Koroškega in Berengarja Furlanskega, da bi osvojila Italijo. Lambertu se je pridružil Adalbert II. Toskanski in napadel Berengarja v Paviji, da se je lahko Lambert leta 895 vrnil v prestolnico svojega kraljestva. Še istega leta je Gvido IV. Spoletski zavzel kneževino Benevento, ki je bila v posesti Bizantincev. 
Lamberta je kljub ugovoru nadškofa iz Reimsa zapustil papež, ki se je bal rastoče moči družine Spoletanov. Papež je septembra v Regensburg poslal svojo delegacijo s prošnjo Arnulfu Koroškemu, da posreduje v Italiji. Oktobra se je Arnulf podal na svoj drugi pohod v Italijo. Hitro je prečkal Alpe in zavzel Pavijo, nato pa počasi napredoval proti jugu in pridobival podporo med toskanskim plemstvom. Pridružil se mu je celo Adalbert II. Toskanski, nekdanji Lambertov zaveznik. Arnulf je 21. februarja 896 prodrl do Rima in ugotovil, da je mesto zanj zaprto in ga drži Ageltruda. 21. februarja 896 je s silo zavzel mesto in osvobodil papeža. Slednji je nato Arnulfa okronal za kralja Italije in cesarja Svetega rimskega cesarstva. Lamberta so razglasili za odstavljenega. Arnulf je vkorakal v Spoleto, kamor je k Lambertu pobegnila Ageltruda, potem pa je Arnulfa zadela možganska kap  in je moral prekiniti kampanjo. Papež Formoz je tistega leta umrl in Lambert je ponovno prišel na oblast.

## Renovatio regni Francorum
Po Arnulfovi vrnitvi v Vzhodno Frankovsko in do njegove smrti so Lambert in njegovi privrženci, najmočnejši na severovzhodu in v središču Italijanskega  polotoka, popolnoma obvladovali Italijo. Lambert je ponovno zavzel Pavijo in obglavil Maginfreda I. Milanskega, ki se je pridružil Arnulfu. Oktobra in novembra se je srečal z Berengarjem  in dosegel dogovor, po katerem sta si razdelila kraljestvo. Berengar je obdržal kraljestvo med Addo in Padom, Lambert pa vse ostalo. Bergamo sta si razdelila. Sporazum je bil potrditev statusa quo iz leta 889. Lambert se je tudi zavezal, da se bo poročil z Berengarjevo hčerko Gizelo. Kasnejši kronist Liutprand Kremonski je prav zaradi te delitve pripomnil, da so Italijani vedno trpeli pod dvema monarhoma. 
V začetku leta 897 je Lambert z Ageltrudo in Gvidom IV. odpotoval v Rim, da bi dosegel ponovno potrditev svojega cesarskega naslova. Maščevalna Lambert in Ageltruda sta hkrati prepričala papeža Štefana VI., izvoljenega z njuno podporo, da je Formozovemu truplu sodil za različne zločine. Pohabljeno Formozovo truplo, slečeno iz papeških oblačil, so po sojenju vrgli v reko Tibero. Papež Janez IX. je proti njihovi volji na "mrliškem boru"  januarja 898 rehabilitiral oskrunjenega papeža Formoza. Lambert je nato februarja 898 sklical zbor v Raveni, ki se ga je udeležilo sedemdeset škofov in potrdilo sporazum iz leta 891, neveljavnost Arnulfovega kronanja in veljavnost Lambertovega cesarskega naslova. Uzakonili so tudi izvolitev papeža Janeza IX. in potrdili rehabilitacijo papeža Formoza. Za Lamberta je bilo najpomembnejše to, da so ponovno potrdili Constitutio Romana Lotarja I. iz leta 824, ki je zahtevala cesarsko navzočnost pri papeških volitvah.
Lambert je nato vladal s cerkveno podporo in nadaljeval politiko svojega očeta renovatio regni Francorum - obnova frankovskega kraljestva. Izdajal je kapitularje na frankovski način, kot je to počel njegov oče, in bil pravzaprav zadnji vladar, ki je to počel. Na njegovem dvoru je bil sestavljen Lex Romana Utinensis.   
Po ustoličenju kneza Radelhisa II. Beneventskega so Lambertovo vladavino priznali tudi v Beneventu.

## Vir
- Carpegna Falconieri, Tommaso di. Lamberto. Dizionario Biografico degli Italiani, LXIII. Rome: 2004, pp. 208–211.
- Comyn, Robert. History of the Western Empire, from its Restoration by Charlemagne to the Accession of Charles V, Vol. I. 1851
- Kreutz, Barbara (1996). Before the Normans: Southern Italy in the Ninth and Tenth Centuries. University of Pennsylvania Press.
- Mann, Horace, K. The Lives of the Popes in the Early Middle Ages, Vol. III: The Popes During the Carolingian Empire, 858–891. 1925
- Mann, Horace, K. The Lives of the Popes in the Early Middle Ages, Vol. IV: The Popes in the Days of Feudal Anarchy, 891–999. 1925
- Wickham, Chris. Early Medieval Italy: Central Power and Local Society 400–1000. MacMillan Press: 1981.

| Lambert II. SpoletskiHiša GvideskiRojen: ok. 880 Umrl: 15. oktober 898 |                                          |                                |
| Vladarski nazivi                                                       |                                          |                                |
| Predhodnik: Gvido III. Spoletski                                       | Cesar Svetega rimskega cesarstva 892–898 | Naslednik: Arnulf Koroški      |
| Predhodnik: Gvido III. Spoletski                                       | Kralj Italije 891–898                    | Naslednik: Arnulf Koroški      |
| Italijanska aristokracija                                              |                                          |                                |
| Predhodnik: Gvido III. Spoletski                                       | Vojvoda Spoleta 894–898                  | Naslednik: Gvido IV. Spoletski |
| Predhodnik: Gvido III. Spoletski                                       | Mejni grof Kamerina 894–898              | Naslednik: Gvido IV. Spoletski |